# Styx: Shards of Darkness
Pour les articles homonymes, voir Styx (homonymie).
Styx: Shards of Darkness est un jeu vidéo d'infiltration développé par Cyanide Studio et édité par Focus Home Interactive, sorti sur Microsoft Windows, PlayStation 4 et Xbox One en mars 2017. Il s'agit de la suite de Styx: Master of Shadows sorti en 2014.

## Synopsis
L'aventure se déroule dans l'univers sombre et mature du jeu Of Orcs and Men dont il reprend l'un des deux protagonistes, Styx, le gobelin sournois et agile. Dans cette nouvelle aventure, se déroulant entre les événements de Master of Shadows et ceux de Of Orcs and Men, Styx mène une vie de voleur et de receleur dans le village humain de Thoben. Ce dernier est rongé par la Peste Verte, la multiplication des gobelins infestant le monde, attirant l'escadron humain C.A.R.N.A.G.E. chargé de l'endiguer. Mais ce sont les Elfes Noirs qui semblent pouvoir véritablement mettre fin à la Peste Verte, grâce aux énigmatiques pierres de quartz. Styx va alors tenter de percer le mystère de cette nouvelle source de pouvoir à la fois attirante et dangereuse. Il lui faudra pour cela pénétrer la terrible cité souterraine de Korrangar, la capitale des Elfes Noirs, dans laquelle des diplomates humains, nains et orcs ont été invités par la reine Lyssril. Il pourra pour ce faire bénéficier de l'aide d'alliés inattendus. 

## Système de jeu[2]
Styx Shards of Darkness reprend le système de jeu de Styx: Master of Shadows. Le joueur devra progresser furtivement dans les différents environnements. Comme dans son précédent opus, Styx ne peut toujours pas affronter un ennemi de front ; pour autant, ce dernier peut consommer de l'ambre afin d'utiliser de nombreux pouvoir. Styx peut donc se rendre invisible, créer un clone de lui-même afin de pouvoir créer des diversions, ouvrir des portes ou encore faire tomber des lustres sur les gardes. Le Gobelin est aussi extrêmement agile et peut ainsi escalader différentes structures comme des rebords de falaises ou les murs.

### L'arbre de compétences
Styx: Shards of Darkness propose lui aussi un système de progression organisé en arbres de compétences : 
- Clonage : améliore les capacités du clone de Styx, qui pourra l'utiliser comme une bombe fumigène ou se téléporter sur sa position.
- Alchimie : améliore les capacités de Styx dans la création de poisons afin de pouvoir dissoudre des corps ou ajouter des poisons sur la dague.
- Perception : améliore la capacité de repérage du Gobelin en lui permettant de distinguer plus facilement l'aura des ennemis ou d'objets intéressants.
- Furtivité : renforce la discrétion de Styx en réduisant le bruit de ses pas ou en augmentant la durée de son invisibilité.
- Assassinat : perfectionne les compétences de combat et d'assassinat en offrant de nouvelles possibilités comme les assassinats aériens.
- Artisanat : permet à Styx de créer différents objets tels que des crochets, pièges à acides ou encore des fioles d'ambre.

### L'artisanat
Le jeu offre la possibilité au joueur de faire de l'artisanat et de créer différents objets (fléchettes empoisonnées, potions de vie ou d'ambre) afin de permettre au gobelin de progresser plus facilement. Styx doit donc récupérer différentes ressources disséminées (minerai de fer, ambre brut) lors de sa progression et trouver un atelier qui lui permettra de créer ces différents objets. L'artisanat reste cependant très limité si le joueur ne 
le développe pas grâce à l'arbre de compétences du même nom.

### La coopération
Styx: Shards of Darkness propose un mode coopération qui permet à deux joueurs de faire ou refaire différentes missions du jeu. Le mode coopération s'appuie sur un système d'hôte : un joueur doit commencer une mission et doit inviter ou offrir la possibilité à l'autre joueur de rejoindre sa partie. Le mode coopération modifie cependant la progression au cours du jeu : tout d'abord, le second joueur est invoqué de la même façon que Styx crée un clone (Styx a la capacité de créer un clone parfait). Si un des deux joueurs meurt, il peut revenir à la vie au bout de dix secondes ; cependant, le joueur qui a survécu doit renoncer à la moitié de la barre de santé de son gobelin. Ensuite, la possibilité de parer une attaque est supprimée : en effet, si un des deux gobelins est attaqué, il se fera tuer sans aucune possibilité de répondre à moins de fuir. Enfin, si les deux gobelins meurent, ils doivent recommencer tout le secteur, la sauvegarde automatique étant désactivée.

## Accueil
| Styx Shards of Darkness |      |        |
| Média                   | Nat. | Notes  |
| Canard PC               | FR   | 7/10   |
| Gamekult                | FR   | 7/10   |
| Gameblog                | FR   | 8/10   |
| IGN                     | US   | 7.8/10 |
| Jeuxvideo.com           | FR   | 17/20  |
| Compilations de notes   |      |        |
| Metacritic              | US   | 73 %   |
| GameRankings            | US   | 76,5 % |